# Nowe przygody Piotrusia Pana
Nowe przygody Piotrusia Pana (ang. The New Adventures of Peter Pan, fr. Les nouvelles aventures de Peter Pan, niem. Peter Pan - Neue Abenteuer) – niemiecko-francusko-indyjski serial animowany powstały na podstawie powieści szkockiego dramaturga i powieściopisarza Jamesa Matthew Barriego.
W Polsce premiera serialu odbyła się 16 maja 2015 na antenie Canal+ Family.

## Fabuła
Serial opisuje perypetie Piotrusia Pana oraz jego przyjaciół – trójki dzieci z Londynu – Wendy, Janka i Michasia, którzy wyruszają w niezwykłą podróż do krainy Wiecznego Dzieciństwa, Marzeń i Wyobraźni, do Nibylandii. Będąc na miejscu dzieci poznają Kapitana Haka, największego wroga, który jest wyjątkowo niezadowolony ze stanu swojego statku, któremu trzeba porządnego sprzątania. Piotruś Pan razem z dziećmi codziennie będą przeżywać niesamowite przygody.

## Postacie

### Bohaterowie
Piotruś Pan – bohater serialu, chłopiec, który wybrał życie wiecznego dzieciństwa. Ma około 12 lat i jest przywódcą grupy zagubionych dzieci, wraz z którymi mieszka w magicznym drzewie, stanowiącym serce magicznej wyspy. Często i regularnie wybiera się do Londynu, by zabrać przyjaciół na kilka godzin w odwiedziny do siebie, by razem przeżyć niesamowite przygody.
Dzwoneczek – mała wróżka o rudawobrązowych włosach i towarzyszka Piotrusia. Posiada magiczny pył, dzięki któremu ludziom oraz innym istotom umożliwia latanie. Zawsze towarzyszy Piotrusiowi w wyprawach do Londynu, żeby przyjaciele mogli z nimi przylecieć do Nibylandii. Uwielbia Piotrusia i pragnie mieć go całkiem sama dla siebie. Stąd stara się pozbyć Wendy, która w tym wypadku stanowi jej największą konkurencję.
Rodzeństwo Darling – trójka dzieci, mieszkająca w realnym świecie w Londynie w XXI wieku. Są potomkami Wendy Darling, którą Piotruś Pan zabrał do Nibylandii na początku XX wieku. Normalnie funkcjonują w swoim domu oraz jego okolicy jako dzieci szkolne oraz ze swoimi przyjaciółmi. Regularnie, prawie każdego wieczora są odbierane przez Piotrusia Pana, który zabiera ich do Nibylandii, gdzie razem przeżywają wiele przygód.
- Wendy – najstarsza z rodzeństwa Darling i jedyna córka. Jest w wieku Piotrusia i stoi mu najbliżej ze wszystkich. Ma największą odpowiedzialność za siebie oraz braci i często zachowuje się jak ich matka. Co wieczór czyta lub opowiada bajkę na dobranoc.
- Janek – średnie dziecko z rodziny Darling. Ma około 10 lat, jest bardzo oczytany i często kieruje się wiedzą i rozumem. Nosi ze sobą wielką księgę Nibylandii, do której często z przyjaciółmi sięgają po rady.
- Michaś – najmłodszy z rodzeństwa Darling. Ma 6 lat i jest bardzo rozbrykany. Potrafi stać się nieuważny przez co wywołuje kłopoty dla siebie i innych. Wie jednak, że ma prawo do błędów, a tym bardziej do przyjemności, do czego idealnym miejscem jest Nibylandia.

Zaginione Dzieci – sześciorga dzieci, które żyją z Piotrusiem w Nibylandii, jako że tak samo postanowili nigdy nie dorosnąć.
- Kluś – niski grubas, mający 10–11 lat. Uwielbia jeść jak i gotować i piec, dba o to by mieć dobrze napełniony brzuszek. W domu jest aktywny przy wielkiej maszynie produkującej przeróżne smakołyki.
- Cynthia – wysoka blondyna o talencie wynalazczym. Ma ok. 11–12 lat i głównie spędza swój czas przy konstruowaniu maszyn oraz pracowaniem nad miksturami.
- Mira – dziewczyna pochodzenia hinduskiego. Ma 10 lat i jest najbardziej spokojna ze wszystkich. Potrafi dobrze gwizdać i śpiewać.
- Tyczka – wysoki brunet, w wieku 11–12 lat. Jest najbardziej oczytany ze wszystkich i w mowie ma najszersze słownictwo. Nieraz konkuruje z Jankiem.
- Maja – dziewczyna bardzo ruchliwa i wysportowana, stosująca swoje akrobackie sztuczki w zabawie jak i w walce z piratami. Ma 10–11 lat, z wyglądu jest opalona i ma rude kręcone włosy spięte w kucyka.
- Duduś – mały blondyn, najmłodszy z grupy. Ma 6 lat i najlepiej dogaduje się z Michasiem. Bardzo dobrze potrafi strzelać z procy, służącej mu jako broń.

### Wrogowie
Kapitan Hak – główny antagonista i przeciwnik Piotrusia. Jest głową załogi pirackiej, nad którą ma władzę. Jest wysoki, ma brunatne kręcone włosy i nosi czerwony kombinezon. Brakuje mu prawej dłoni, w zamian za co ma w tym miejscu szpiczasty hak. Jego głównym celem to zdobycie wielkiego majątku, stanie się władcą wyspy Nibylandia oraz pokonanie Piotrusia Pana.
Smee – wierny służący Kapitana Haka, osoba stojąca mu najbliżej ze wszystkich istot na świecie. Jest niski i bardzo szeroki, ma małe jasnomiętowe oczy i rude włosy, które jednak w dużej części pokrywa sędzią peruką.
Pozostali piraci – grupa mężczyzn, mieszkająca na okręcie Wesoły Roger. Wiernie służą swojemu Kapitanowi.
- Hrabia – zarozumiały biały, mający czarne gładkie włosy i noszący różowy kombinezon.
- Dagan – młody mężczyzna średniego wzrostu. Nosi duży kapelusz i ma zasłonięte jedno oko. Ma inteligencję na bardzo niskim poziomie, z łatwością bierze się za wykonanie wszelkich poleceń, które ktokolwiek mu narzuci.
- Asbjorn – wysoki blondyn, pochodzenia normańskiego. Nosi duży hełm i do walki głównie używa wielkiego młota.
- Jaro – fizycznie najniższy z piratów, jednak prawdopodobnie najstarszy. (W niemieckiej wersji serialu podkreślił w odcinku 23, sezonu 2, że od ponad 60 lat odbywa wyprawy morskie.) Ma szeroką wiedzę na temat mikstur i innych eksperymentów i często sam je konstruuje.
- Kosa – wysoki umięśniony pirat. Jego jedyną zaletą jest siła mięśni, z którą jednak wiele nie zadziała, jako że jest wielkim tchórzem, co przewyższa wszelkie jego mocne strony.

### Pozostałe postacie
Nibyplemię – Grupa Indianin, mająca swoją wioskę w Nibylandii. Mieszkają w wigwamach i często organizują różnego rodzaju przyjęcia, jakimi są zawody, różne uroczystości lub imprezy urodzinowe.
- Tygrysia Lilia – córka wodza plemienia. Ma ok. 11–12 lat (w ostatnim odcinku sezonu 2 przyjaciele obchodzą jej urodziny). Jest wysoka i bardzo dobra w łucznictwie.
- Szaman – wódz plemienia, ojciec Tygrysiej Lilii. Często Piotrusiowi i dzieciom potrafi służyć z pomocą dzięki swojej wiedzy.
- Matka Indianka – dorosła kobieta, żona wodza i matka Tygrysiej Lilii. Z temperamentu jest bardzo spokojna. Większą rolę ma w sezonie 2.

Syreny – trójka dziewczyn z rybimi ogonami. Mieszkają w swojej zatoce, gdzie znajduje się magiczna woda, będąca groźna dla ludzi. Są zdane na siebie same i nie przyjaźnią się z nikim innym. Ich głównym celem jest przejęcie władzy nad całą Nibylandią, do czego jest niezbędne uwięzienie Piotrusia Pana.
Sylwidy – grupa kwiatopodobnych panienek, żyjących w „tajemniczym ogrodzie”. Lubią słuchać muzyki i denerwują obcych przybyszy zasypując ich całą ilością pytań, przy czym bardzo ciężko jest im przeszkodzić i samemu dojść do głosu.
Bagienna kreatura – Wielki gad, podobny do węża i jaszczura, mający swoje gniazdo w bagnie. Nie lubi, gdy obce istoty do niego wkraczają, bowiem od razu czuje zagrożenie dla swojego terytorium. W sezonie 2 ma złożone jajko w gnieździe, przez co zostaje podkreślone, że jest samicą.
Panny kwiatów – czwórka panienek, będących chrzestnymi Dzwoneczka. Każda z nich ma moce nad jedną z czterech pór roku.
Gadające drzewa – wielkie dęby o potężnych pniach i koronach drzew. Mają twarze i potrafią mówić. Posiadają swoją ziemię w Nibylandii, którą określają jako swój teren, gdzie nie życzą sobie obcych, nawet Piotrusia Pana, który uważa, że ma prawo wstępu, gdzie tylko chce. Nie są złymi istotami, jednak ściśle trzymają się reguł, które zostały ustalone. Pragną spokoju i są wrażliwe na hałas oraz dotyk. Zwykle przebywają w swoim domu i go nie opuszczają. Jednak potrafią chodzić i gdy jest konieczność udania się w inne miejsce, potrafią tego dokonać.
Czumbasy – plemię wojowniczych stworzeń niskiego wzrostu, mieszkające w wielkiej świątyni. Ich największym skarbem jest duże fioletowe jajko, którego pilnie strzegą. Każda osoba, która dotknie jajka, staje się ich władcą i zyskuje moc manipulowania oraz kontrolowania plemienia. Używają wielkich złotych kijów służących im jako broń, którymi w sezonie 1 dobrze potrafią się posługiwać w walce, natomiast w sezonie 2 mają je naładowane specjalnym pryskającym pyłem, który usztywnia każdego, kogo trafi.
Dzikie melodie – stworzenia o postaci pianina, wrażliwe na muzykę i ogólnie reagujące na wszelkie rodzaje odgłosu. Zachowują się jak konie, bowiem poruszają się galopując i stanowią jedno niewielkie stado, szukające spokojnego miejsca na lądzie, gdzie się rozmnażają. Najlepszą formą rozmowy z nimi jest zagranie na nich, tak jak się to robi na fortepianie. Również nie składają się z gładkiego drewna (jak zwyczajne instrumenty muzyczne), tylko mają sierść (jak konie). Prawie wszystkie mają wzór żyrafy, oprócz jednego, który jest kompletnie czarny. Również jest największy ze wszystkich oraz przywódcą stada. Gdy się komuś uda go złagodzić, poprzez zagranie na nim, ma to również wpływ na całą resztę i wszystkie dzikie melodie za nim idą.
Kapitan Mięśniak – fikcyjna postać, bohater filmu, który jest bardzo lubiany w świecie realnym. Również staje się bohaterem dla dzieci z Nibylandii, z którymi sobie dzieli wroga i w sezonie 1 rozprawiają się z nim z osobna. W sezonie 2 przybywa do Piotrusia i tym razem o wspólnych siłach zwalczają Haka, kolejnego wspólnego wroga.
Synaps – złoczyńca z filmu, który znany jest w świecie realnym. Jest postacią fikcyjną, jednak poprzez nibylandzką magię dochodzi do zetknięcia pomiędzy nim a Piotrusiem i resztą.
Amos – były przyjaciel Piotrusia, który pewnego razu zaginął. Ma osłabione oczy, które nie tolerują światła dziennego. Potrafi być wrażliwy i dać do zrozumienia innym, że ma do nich wiele żalu i pretensji, jednak również rozumie ich potrzeby. Ważne jest dla niego, aby Nibylandia nie została zniszczona. Lubi poznawać nowe, obce miejsca.
Sienna – dziewczyna pojawiająca się w sezonie 2. Niegdyś była zagubionym dzieckiem w bandzie Piotrusia. W końcu jednak od nich odeszła, zyskała na samodzielności i zaczęła funkcjonować jako odludek. Głównie jest znana jako złodziejka i interesuje się różną wartościową zdobyczą, jak i wyśmienitymi smakołykami pirata Smee, które niezauważalnie mu odbiera. Jest sprawna fizycznie i uważa, że jej żywiołem jest wiatr. Również szuka możliwości zdobycia potężnych mocy, w celu przejęcia władzy nad całą Nibylandią, co jej jednak nie wychodzi.

## Wersja polska
Wersja polska: na zlecenie platformy nc+ – Studio Publishing

Dialogi: Dorota Dziadkiewicz

Reżyseria: Dorota Kawęcka

Dźwięk i montaż: Jacek Kacperek

Kierownictwo produkcji: Aneta Staniszewska-Kozioł

Udział wzięli:
- Miłosz Konkel – Piotruś Pan
- Justyna Bojczuk – Wendy
- Robert Jarociński – Kapitan Hak
- Bernard Lewandowski – Michaś
- Mateusz Ceran – Janek
- Małgorzata Szymańska – Dzwoneczek
- Mieczysław Morański – Smee

oraz:
- Julia Kołakowska – pani Darling
- Hubert Szczurek –
  - Kluś,
  - Tyczka
- Maciek Gierczycki – Duduś
- Monika Walczak – Maja
- Janusz Wituch –
  - Dagan,
  - Asbjorn,
  - gadające drzewo #1 (odc. 1),
  - gadające drzewo #2 (odc. 1),
  - jeden z Indian (odc. 2, 6),
- Tomasz Błasiak –
  - Jaro,
  - Kosa,
  - gadające drzewo #3 (odc. 1),
  - tukan z zegara (odc. 6),
  - jeden z Indian (odc. 6),
- Cezary Kwieciński –
  - Hrabia,
  - jeden z Indian (odc. 2)
- Joanna Pach-Żbikowska –
  - Tygrysia Lilia (odc. 2, 6, 18-19),
  - Panna Kwiatów w niebieskiej sukni (odc. 17, 23-24)
- Andrzej Chudy – Wódz Indian (odc. 6, 9, 17-19)
- Magdalena Krylik – jedna z Sylwid (odc. 10, 17, 19, 23)
- Beata Jankowska-Tzimas –
  - jedna z Sylwid (odc. 10, 23),
  - Panna Kwiatów w jasnoczerwonej sukni (odc. 17, 23-24),
  - jedna z syren (odc. 19)
- Monika Wierzbicka –
  - jedna z Sylwid (odc. 10, 17, 19, 23),
  - Panna Kwiatów w czerwonej sukni (odc. 17, 23-24),
  - Babcia Wendy (odc. 17)
- Klaudiusz Kaufmann – Danny Ploof (odc. 18)
- Lidia Sadowa – jedna z syren (odc. 19)
- Janusz Kruciński –
  - Kapitan Mięśniak (odc. 21),
  - Marfin (odc. 23-24)
- Zbigniew Konopka – Święty Mikołaj (odc. 23-24)

i inni
Piosenkę z tekstem: Joachima Karafki śpiewali: Justyna Bojczuk i Miłosz Konkel

Lektor: Maciej Gudowski

## Spis odcinków
| Premiera odcinka | N/o | Polski tytuł                    | Angielski tytuł                |
| ---------------- | --- | ------------------------------- | ------------------------------ |
|                  |     |                                 |                                |
| SERIA PIERWSZA   |     |                                 |                                |
|                  |     |                                 |                                |
| 16.05.2015       | 01  | Sprzątanie                      | Squeaky Clean                  |
|                  |     |                                 |                                |
| 16.05.2015       | 02  | Urodziny Piotrusia Pana         | Peter’s Birthday               |
|                  |     |                                 |                                |
| 17.05.2015       | 03  | Koszmary Michasia               | Michael's Nightmare            |
|                  |     |                                 |                                |
| 17.05.2015       | 04  | Awantura                        | Sulk City                      |
|                  |     |                                 |                                |
| 23.05.2015       | 05  | Zaginiony kapitan Hak           | Lost Hook                      |
|                  |     |                                 |                                |
| 23.05.2015       | 06  | Skarb Nieustraszonego Jana      | The Secret Of Long John Pepper |
|                  |     |                                 |                                |
| 24.05.2015       | 07  |                                 | Girl Power                     |
|                  |     |                                 |                                |
| 24.05.2015       | 08  |                                 | By the Book                    |
|                  |     |                                 |                                |
| 30.05.2015       | 09  | Pierwszy oficer                 | A Big Danger                   |
|                  |     |                                 |                                |
| 30.05.2015       | 10  | Tajemniczy ogród                | The Secret Garden              |
|                  |     |                                 |                                |
| 31.05.2015       | 11  |                                 | The Treasure Hunt              |
|                  |     |                                 |                                |
| 31.05.2015       | 12  |                                 | Manipulations                  |
|                  |     |                                 |                                |
| 06.06.2015       | 13  | El Hakito                       | El Hookito                     |
|                  |     |                                 |                                |
| 06.06.2015       | 14  |                                 | Peter’s Choice                 |
|                  |     |                                 |                                |
| 07.06.2015       | 15  |                                 | The Temple Of The Choombas     |
|                  |     |                                 |                                |
| 07.06.2015       | 16  |                                 | The Shadow Thief               |
|                  |     |                                 |                                |
| 13.06.2015       | 17  | Korzenie                        | Origins                        |
|                  |     |                                 |                                |
| 13.06.2015       | 18  | Danny Ploof                     | Danny Ploof                    |
|                  |     |                                 |                                |
| 14.06.2015       | 19  | Sam                             | Alone                          |
|                  |     |                                 |                                |
| 14.06.2015       | 20  | Dzikie melodie                  | The Wild Melodies              |
|                  |     |                                 |                                |
| 20.06.2015       | 21  | Nibykino                        | The Never Movie                |
|                  |     |                                 |                                |
| 20.06.2015       | 22  | Uwięzieni w czasie              | Neverending Neverland          |
|                  |     |                                 |                                |
| 21.06.2015       | 23  | Gwiazdka w Nibylandii           | Christmas In Neverland         |
|                  |     |                                 |                                |
| 21.06.2015       | 24  | Gwiazdka dla piratów            | How Hook Stole Christmas       |
|                  |     |                                 |                                |
| 27.06.2015       | 25  | Nurt na Londyn                  | London Calling                 |
|                  |     |                                 |                                |
| 27.06.2015       | 26  | Nibylandzkie Ocieplenie         | Global Warming                 |
|                  |     |                                 |                                |
| SERIA DRUGA      |     |                                 |                                |
|                  |     |                                 |                                |
| 03.12.2016       | 27  | Uwięziony                       | Stuck                          |
|                  |     |                                 |                                |
| 10.12.2016       | 28  |                                 | A Pirate's Life                |
|                  |     |                                 |                                |
| 10.12.2016       | 29  | Gdy problemy się mnożą          | When Problems Multiply         |
|                  |     |                                 |                                |
| 17.12.2016       | 30  | Złodziejka, wróg i przyjaciółka | Thief Friend and Foe           |
|                  |     |                                 |                                |
| 17.12.2016       | 31  | Uważaj na Wróżkę Wendy          | Watch Out for Wendybell        |
|                  |     |                                 |                                |
| 24.12.2016       | 32  | Nie drażnić mamuśki             | Don't Mess with Momma          |
|                  |     |                                 |                                |
| 24.12.2016       | 33  | Papuga                          | Copy Cat                       |
|                  |     |                                 |                                |
| 31.12.2016       | 34  |                                 | Gold, Gold, Gold               |
|                  |     |                                 |                                |
| 31.12.2016       | 35  | Bunt dziewczyn                  | Rebel Girls                    |
|                  |     |                                 |                                |
| 07.01.2017       | 36  | Urodziny                        | Peter’s Lieutnant              |
|                  |     |                                 |                                |
| 07.01.2017       | 37  | Zepsuliśmy Nibylandię           | We Broke Neverland             |
|                  |     |                                 |                                |
| 14.01.2017       | 38  | Uśmiech, proszę                 | Say Cheeeeese                  |
|                  |     |                                 |                                |
| 14.01.2017       | 39  | Współpraca                      | Teamwork People                |
|                  |     |                                 |                                |
| 21.01.2017       | 40  | Talenty Nibylandii              | Neverland's Got Talent         |
|                  |     |                                 |                                |
| 21.01.2017       | 41  | Kamień gniewu                   | The Discord Stone              |
|                  |     |                                 |                                |
| 28.01.2017       | 42  | Zdrajca                         | The Traitor                    |
|                  |     |                                 |                                |
| 28.01.2017       | 43  | Wielki Chumbalaya               | The Great Chumbalaya           |
|                  |     |                                 |                                |
| 04.02.2017       | 44  | Przerwana symfonia gwiazd       | The Topsyturvy Spheres         |
|                  |     |                                 |                                |
| 04.02.2017       | 45  | Mały lub duży                   | Forever Young                  |
|                  |     |                                 |                                |
| 11.02.2017       | 46  | Totem                           | Monkey See, Monkey Do          |
|                  |     |                                 |                                |
| 11.02.2017       | 47  | Wodna wróżka                    | The Water Fairy                |
|                  |     |                                 |                                |
| 18.02.2017       | 48  | Zabawa lalkami                  | Child's Play                   |
|                  |     |                                 |                                |
| 18.02.2017       | 49  | Sen Wendy                       | Wendy Disperses Herself        |
|                  |     |                                 |                                |
| 25.02.2017       | 50  | Przepowiednia dla Nibylandii    | The Neverland Prophecy         |
| 25.02.2017       | 51  | Przepowiednia dla Nibylandii    | The Neverland Prophecy         |
| 04.03.2017       | 52  | Przepowiednia dla Nibylandii    | The Neverland Prophecy         |
|                  |     |                                 |                                |